# Sargent (Nebraska)
Sargent é uma cidade localizada no Estado americano de Nebraska, no Condado de Custer.

## Demografia
Segundo o censo americano de 2000, a sua população era de 649 habitantes.
Em 2006, foi estimada uma população de 602, um decréscimo de 47 (-7.2%).

## Geografia
De acordo com o United States Census Bureau, a localidade tem uma área de 2,3 km², sem área coberta por água.

## Localidades na vizinhança
O diagrama seguinte representa as localidades num raio de 32 km ao redor de Sargent.